# Historische Zeitschrift
A Historische Zeitschrift (HZ) é uma revista histórica alemã criada em Leipzig no ano de 1859 por Heinrich von Sybel. A proposta de fundar a revista veio do rei Maximiliano da Baviera para Leopold von Ranke, que repassou a questão a Sybel. O periódico estava associado "às mais prestigiadas academias reais de ciência germânicas e ao projeto da Monumenta Germaniae Historica". A Historische Zeitschrift foi uma das primeiras revistas científicas relacionadas à ciência histórica e serviu de exemplo para muitas outras, como a Revue Historique (1876), na França, a English Historical Review (1886), na Inglaterra e a The American Historical Review (1895), nos Estados Unidos. Assim, em sua essência, trazia um modelo representativo de uma história autônoma à filosofia e à política do século XIX e um caráter analítico sobre a modernidade e a história recente, enfatizando características que aproximavam a revista do atual campo da história do tempo presente. Em suas publicações, percebia-se um viés historicista e, diante disso, a perspectiva de uma história europeia imersa em diferentes tempos e especificidades.
Enraizaram-se duas percepções sobre a Historische Zeitschrift. A primeira delas afirma que o periódico possuía uma matriz nacionalista e protestante durante o século XIX. A segunda que a revista tinha tendências ao nacional socialismo na segunda metade do século XX. Em relação ao primeiro ponto, cabe dizer que o nacionalismo evidenciado na Historische Zeitschrift não era uma exceção, mas uma regra, que também se aplicava a todos os outros periódicos de história do século XIX. Também era inevitável que se estabelecesse um papel central nas questões alemãs, já que grande parte dos autores ocupavam ou ansiavam cargos em instituições políticas e governamentais. Além disso, sobre a preponderância de escritores protestantes, há evidências de que as publicações também eram escritas por historiadores judeus e católicos, como Alfred Stern e Reinhold Pauli, sem existir, portanto, uma orientação religiosa específica e homogênea. No que se refere ao segundo ponto, alguns dos editores da Historische Zeitschrift não se declararam à favor do governo nazista de Hitler na Segunda Guerra Mundial, mas articularam-se de forma tolerante com o regime.
Para diversos autores, a revista era o cartaz de divulgação da escola histórica prussiana, composta por Droysen, Gervinus, Sybel e Ludwig Häusser. Entretanto, ainda que fosse numeroso o número de publicação dos autores vinculados à escola histórica prussiana, as contribuições da escola rankeana superavam-na. Nesse sentido, a crítica francesa e marxista captaram uma visão equivocada da produção alemã e limitaram-na à associação ao positivismo e à influência de Ranke sobre os textos.

## Editores
- Heinrich von Sybel (1859-1895)[1]
- Heinrich von Treitschke (1895-1896)[1]
- Friedrich Meinecke (1896-1935)[1]
- Karl Alexander Müller (1935-1943)[1]
- Ludwig Dehio (1949-1956)[1]
- Theodor Schieder (1957-1985)[1]
- Lothar Gall (1985-2015)[1]
- Hartmut Leppin e Andreas Fahrmeir (2015-atual)[9]